# Bytom Odrzański (gromada)
Bytom Odrzański (do 30 XII 1961 Wierzbnica) – dawna gromada, czyli najmniejsza jednostka podziału terytorialnego Polskiej Rzeczypospolitej Ludowej w latach 1954–1972.
Gromady, z gromadzkimi radami narodowymi (GRN) jako organami władzy najniższego stopnia na wsi, funkcjonowały od reformy reorganizującej administrację wiejską przeprowadzonej jesienią 1954 do momentu ich zniesienia z dniem 1 stycznia 1973, tym samym wypierając organizację gminną w latach 1954–1972.
Gromadę Bytom Odrzański z siedzibą GRN w mieście Bytomiu Odrzańskim (nie wchodzącym w jej skład) utworzono 31 grudnia 1961 w powiecie nowosolskim w woj. zielonogórskim na mocy uchwały nr Nr III/16/61 WRN w Zielonej Górze z dnia 15 września 1961 w związku z przeniesieniem siedziby GRN gromady Wierzbnica z Wierzbnicy do Bytomia Odrzańskiego i zmianą nazwy jednostki na gromada Bytom Odrzański.
1 stycznia 1972 do gromady Bytom Odrzański włączono tereny o powierzchni 702 ha z miasta Bytom Odrzański w tymże powiecie.
Gromada przetrwała do końca 1972 roku, czyli do kolejnej reformy gminnej. 1 stycznia 1973 w powiecie nowosolskim reaktywowano zniesioną w 1954 roku gminę Bytom Odrzański.